# Kromon

Strukturformel

Kromon (eller 1,4-bensopyron) är ett derivat av bensopyran med en ketogrupp i pyranringen.
Derivativ av kromon kallas kromoner. De flesta men inte alla kromoner är flavonoider.

## Exempel
- Kromoglikat
- Khellin är en naturligt förekommande kromon